# Sallenda
La sallenda è una particolare antifona del rito ambrosiano.
Si canta o recita in vari riti: ad esempio in Vespri o al termine del canto dei 12 Kyrie eleison, prima del Gloria al Padre e, la seconda volta, quando il celebrante e gli altri ministri iniziano ad accedere al presbiterio.